# Гайворонцев, Иван Петрович
Иван Петрович Гайворонцев — советский государственный и политический деятель, председатель Челябинского областного исполнительного комитета.

## Биография
Родился на хуторе Марьевка Северо-Кавказского края в 1928 году. Член КПСС с 1955 года.
С 1949 года — на общественной и политической работе. В 1949—1975 гг. — участковый агроном Тахталымской, агроном Кунашакской, Севастьяновской машинно-тракторной станции, в Красноармейской районной сельскохозяйственной инспекции, 2-й секретарь Красноармейского районного комитета КПСС, 1-й секретарь Кизильского районного комитета КПСС, заведующий Отделом партийных органов Челябинского областного комитета КПСС, 2-й секретарь Челябинского сельского областного комитета КПСС, секретарь Челябинского областного комитета КПСС, председатель Исполнительного комитета Челябинского областного Совета, работал в Министерстве сельского хозяйства СССР.
Избирался депутатом Верховного Совета СССР 7-го и 8-го созывов.
Умер в июле 2016 года.